# Aechmea lingulata
Aechmea lingulata är en gräsväxtart som först beskrevs av Carl von Linné, och fick sitt nu gällande namn av John Gilbert Baker. Aechmea lingulata ingår i släktet Aechmea och familjen Bromeliaceae.

## Underarter
Arten delas in i följande underarter:
- A. l. lingulata
- A. l. patentissima

## Bildgalleri

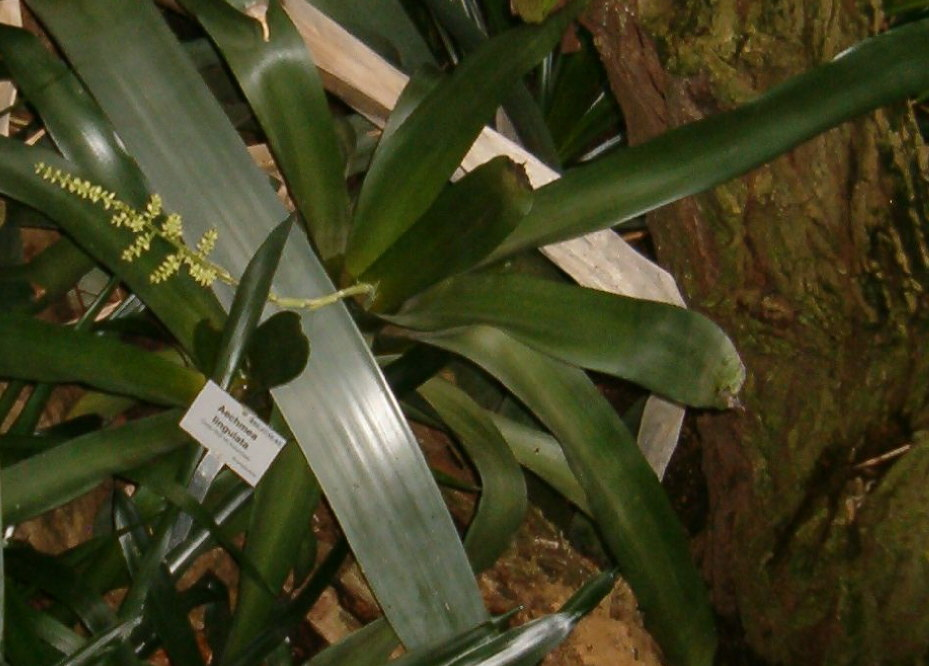
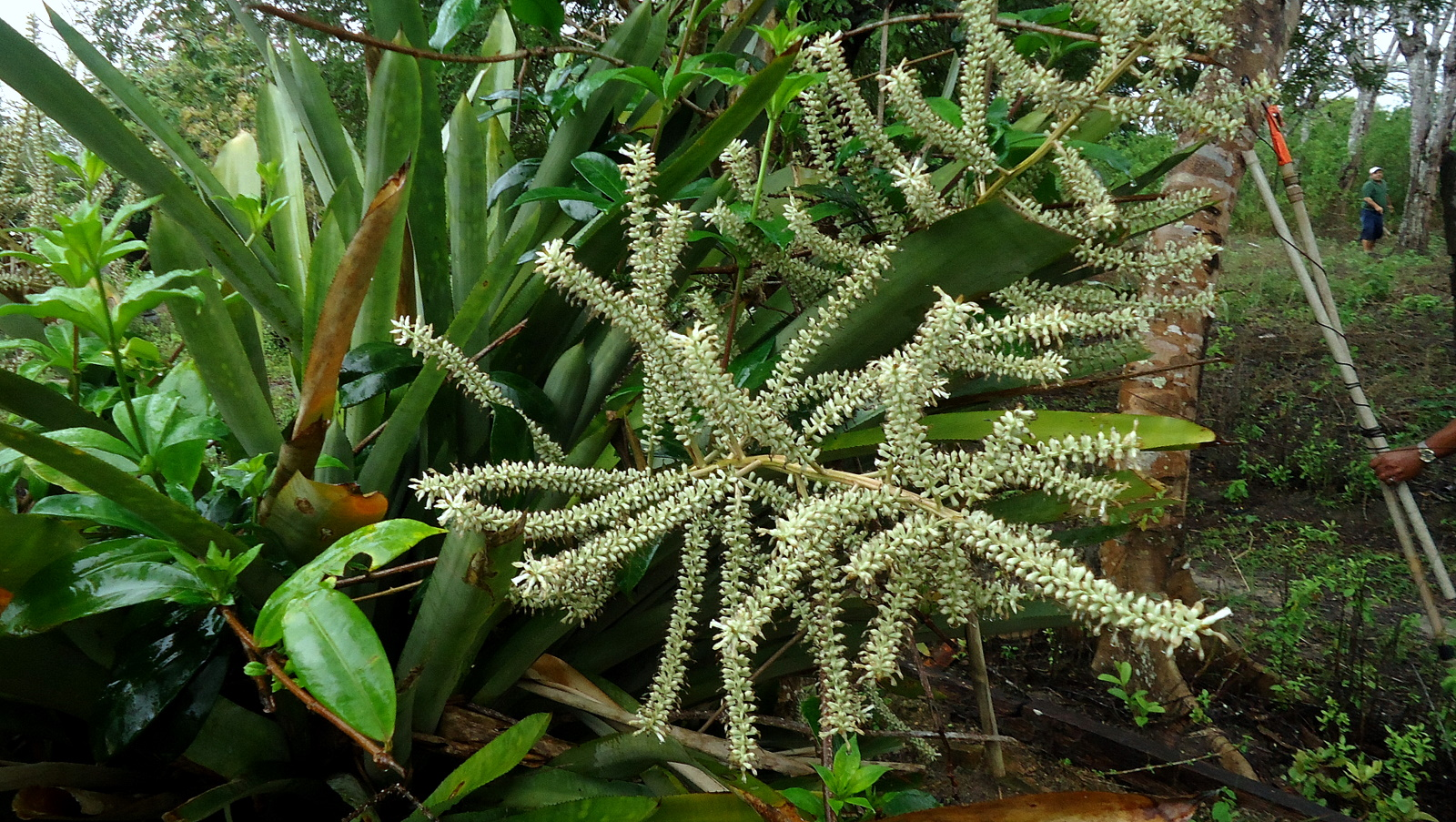
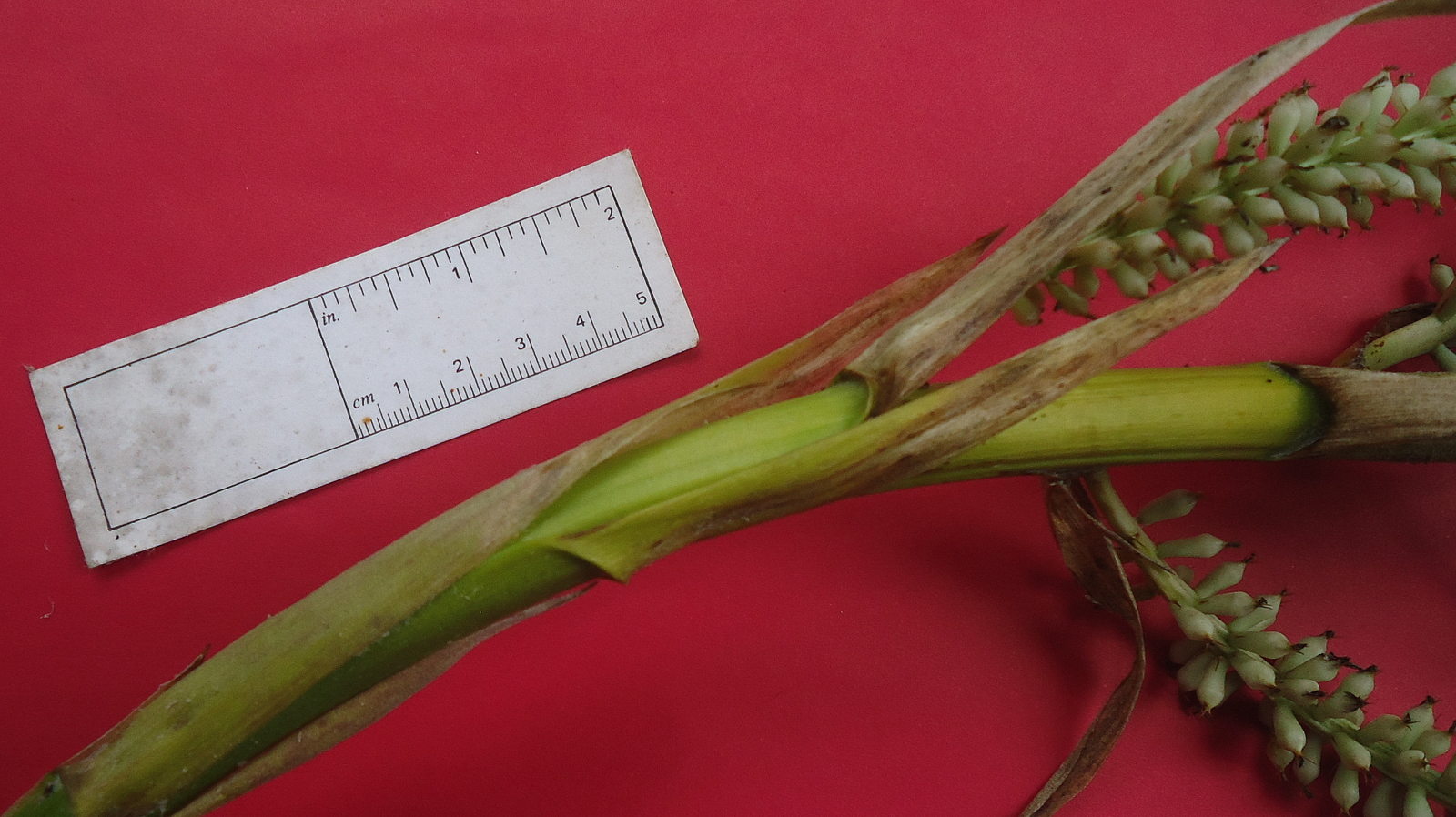
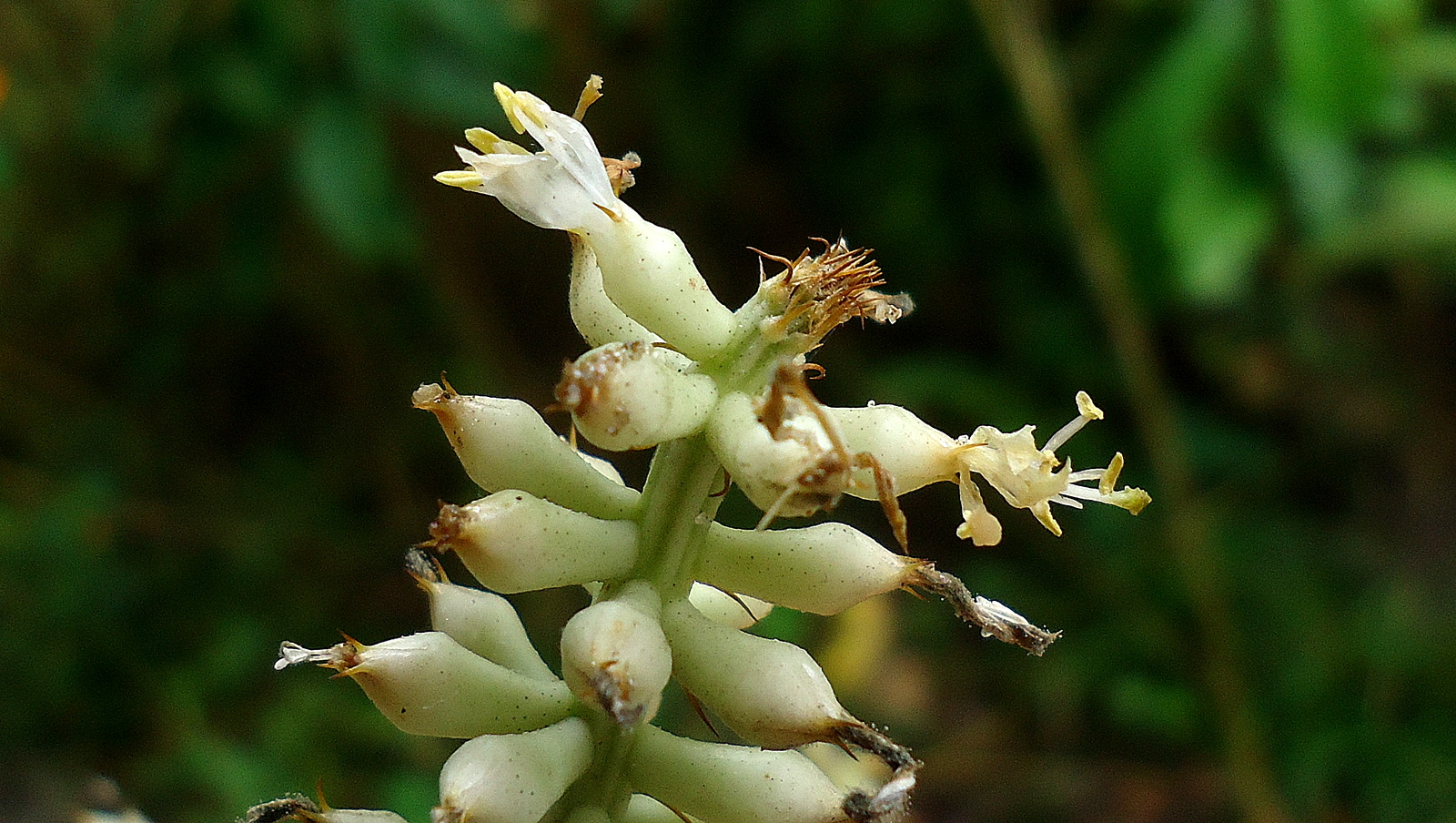